# Aylostera mamillosa
Aylostera mamillosa es una especie de planta suculenta perteneciente al género Aylostera, dentro de la familia Cactaceae. Es endémica de Bolivia y anteriormente se le conocía como Rebutia mamillosa.

## Descripción

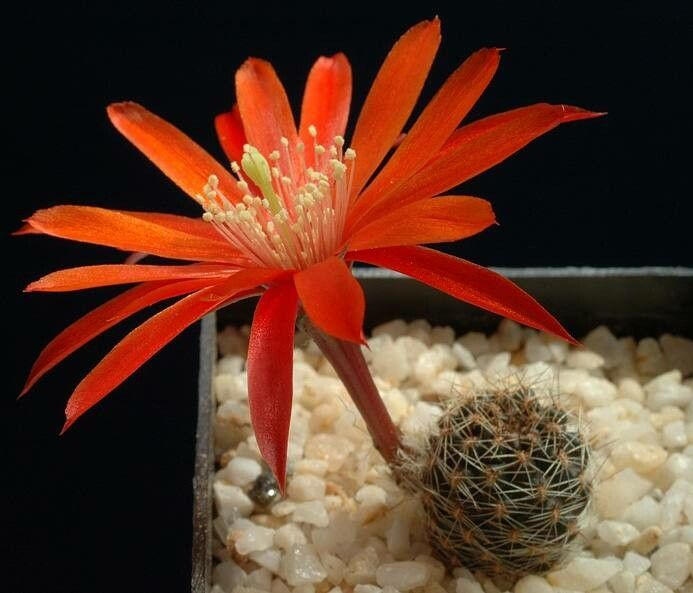
Detalle de la flor

Aylostera mamillosa es una especie de cactus pequeño que crece formando pequeños grupos. Tiene el cuerpo o tallo de color marrón verdoso oscuro, el cual se vuelve morado o bronceado a pleno sol. Puede alcanzar diámetros de hasta 2 o 3 cm.
Presenta de 10 a 15 costillas divididas en tubérculos prominentes. Las areolas presentan de 12 a 20 espinas radiales de 3 a 6 mm de longitud, y de 0 a 4 espinas centrales de igual tamaño. Las flores son de color rojo oscuro, de unos 2,5 cm de diámetro con vistosos estambres blancos. 

## Distribución y hábitat
El área de distribución nativa de esta especie es Bolivia y crece principalmente en biomas desérticos o de matorrales secos.

## Taxonomía
La primera descripción de esta especie fue como Rebutia mamillosa, publicada en 1972 por el botánico austriaco Walter Rausch en la revista científica Succulenta (Netherlands) 51: 69.
Más tarde, los botánicos Stefano Mosti y Alessio Papini trasladaron la especie al género Aylostera, por lo que pasó a llamarse Aylostera mamillosa. Registraron estos cambios en la revista Pakistan Journal of Botany 43: 2778, publicada en 2011.

Etimología
- Aylostera: nombre genérico formado a partir de las palabras griegas aulos, transliterado irregularmente como aylos, (que significa 'tubo') y stereos (que significa 'sólido'), en alusión al tubo floral sólido que poseen.[4]
- mamillosa: epíteto específico que deriva de la palabra latina mamilla, que significa 'pezón' o 'pequeña protuberancia', haciendo referencia a los tubérculos presentes en sus tallos.[5]

## Usos
Se cultiva principalmente como planta ornamental y su propagación se realiza normalmente a través de hijuelos o semillas.